# Hans Arentz
Hans Arentz (* 27. August 1731 in Askvoll; † 12. April 1793 in Ytre Holmedal (jetzt Fjaler)) war ein norwegischer Landrichter (Sorenskriver) und politischer und topografischer Autor.

## Leben
Seine Eltern waren der Pfarrer und spätere Bischof Frederik Arentz (1699–1779) und dessen Frau Cathrine Fredrikke Holberg (1715–1738). Er wuchs in Askvoll auf. Er ging in Bergen zur Schule und legte 1749 in Kopenhagen sein juristisches Examen ab. Sein Vater hatte ihm sowohl pietistische Gedanken als auch die beginnende Aufklärung vermittelt. Sein besonderes Interesse galt den Problemen der Gesellschaft. 1762 wurde er Sorenskriver in Sunnfjord, was er bis zum Tode blieb.
1756 verfasste er die Schrift Samtale efter Døden imellem de tvende Romere Cato og Cæsar, angaaende Enevolds- og Folke-Regieringen. (Gespräch nach dem Tode zwischen den beiden Römern Cato und Caesar betreffend die Eingewalt und die Regierung des Volkes). Darin folgte er der in der Aufklärung allgemein vertretenen Ansicht, dass die Eingewalt die beste und vernünftigste Regierungsgewalt sei. Der Erste Diener des Staates sollte das Beste für das Volk ins Werk setzen. Erst 31 Jahre später trat er wieder als Autor hervor: Grund-Tegning af den fornuftige Norske Patriotism (Grundzüge eines vernünftigen norwegischen Patriotismus). Es war sein Beitrag für eine Preisaufgabe, die die Norwegische Gesellschaft in London 1786 gestellt hatte. „Nationalismus“ und „Patriotismus“ waren in jener Zeit Modewörter. Sie tauchten in allen Festgedichten der Studenten in der 1772 gegründeten Norwegischen Gesellschaft in Kopenhagen auf. Die Preisaufgabe sollte die Diskussion wieder auf den Boden holen. Arentz gewann den Preis nicht, sondern Johan Nordahl Brun mit seiner Schrift Fornuftig Kiærlighed til Fædrelandet (Vernünftige Liebe zum Vaterland). Der Text von Arentz war zu trocken und philosophisch. Aber er brachte erstmals klar ein Ziel zum Ausdruck, das ein norwegischer Patriotismus haben sollte: Eine eigene Universität und ein eigenes oberstes Gericht. Zu dieser Zeit war die Universität in Kopenhagen auch norwegische Universität.
Inzwischen hatte er auch Beskrivelse over Søndfjord i det nordre Bergenhusiske Amt (Beschreibung über Sunnfjord im nördlichen Bergenshusens Amt) vollendet. Diese Arbeit steht in einer ganzen Reihe naturwissenschaftlicher Beschreibungen norwegischer Regionen aus dieser Zeit. Bischof Erik Pontoppidan der Jüngere hatte 1752–1754 Norges Naturlige Historie verfasst und dabei die Pfarrer aufgefordert, über ihre Pfarrsprengel Beschreibungen der Natur, der Wirtschaft und Landwirtschaft zu liefern. Dies lag im allgemeinen Interesse der Aufklärungszeit. Das Werk ist recht langatmig. Das Hauptgewicht liegt auf der Topographie, und Arentz gibt auch Informationen über die frühere und zeitgenössische administrative Aufteilung, sowohl die weltliche als auch die kirchliche. Auch die Lebensweise des Volkes und dessen Charakterzüge werden beschrieben. Nach seinem Tode sandte es sein Bruder Friedrich an das Topographisk Journal, das „Det Topographiske Selskab for Norge“ (gegründet 1791) in den Jahren 1792–1808 herausgab. Es wurde in sieben Heften zwischen 1801 und 1808 veröffentlicht und umfasst 962 Druckseiten.
1765 heiratete er Ingeborg Cathrine Nagell (17. September 1742 – 6. Juli 1799), Tochter des Kammerrats und Amtmanns in Sunnfjord Hans Thiis Nagell und dessen Frau Margrethe Worm.